# Clitoria selloi
Clitoria selloi är en ärtväxtart som beskrevs av George Bentham. Clitoria selloi ingår i släktet Clitoria, och familjen ärtväxter. Inga underarter finns listade i Catalogue of Life.